# Чарочник широкоустий
{{#ifeq:0|0|{{#if:Physcomitrium eurystomum|{{#if:|[[]}}|[[]]}}}}
Чарочник широкоустий (Physcomitrium eurystomum) — вид мохів порядку скрученіжкальних (Funariales).

## Поширення
Батьківщиною є Європа, Північна Америка, Азія.